# Globice

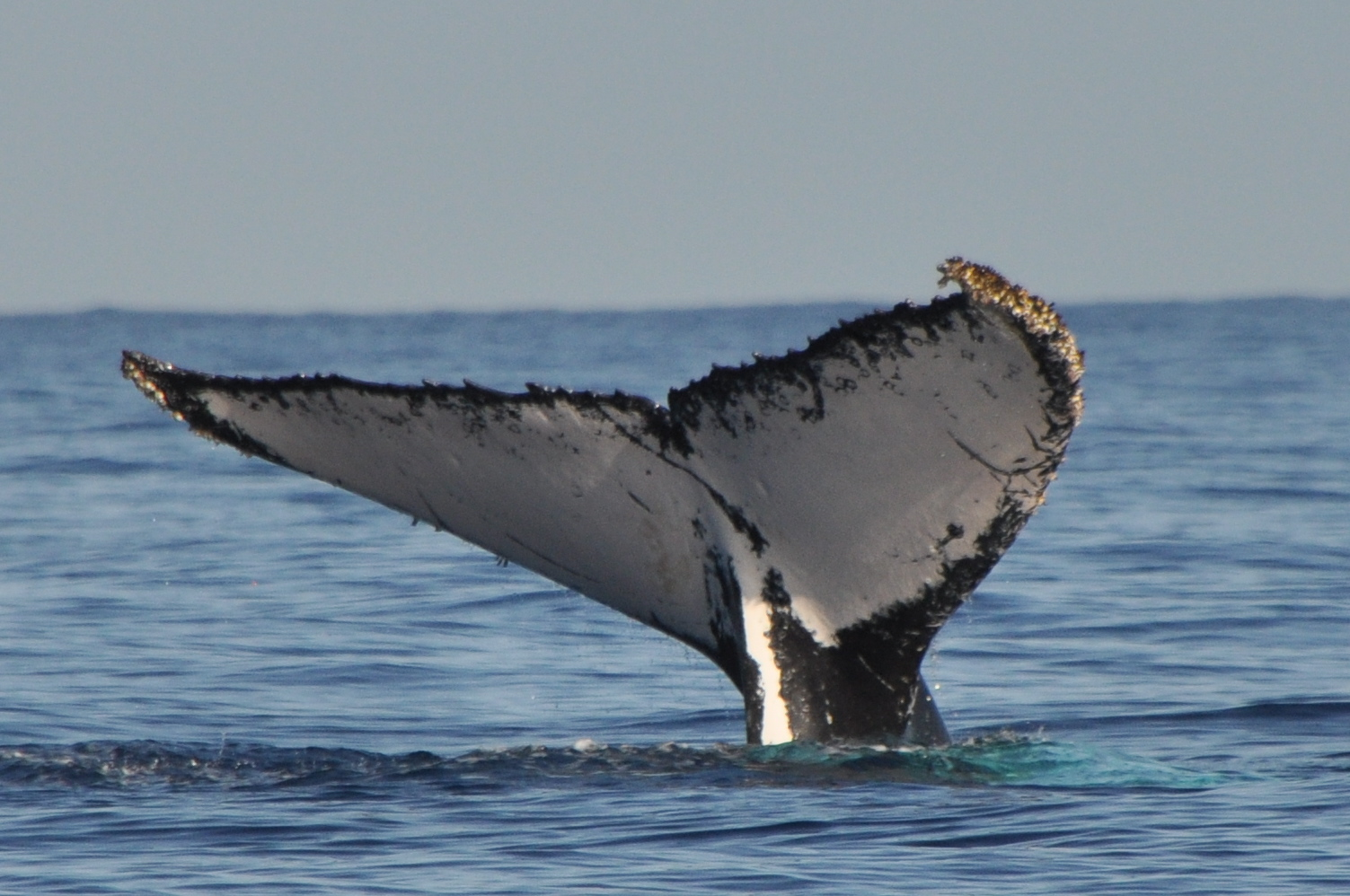
Baleine à bosse - Nageoire caudale

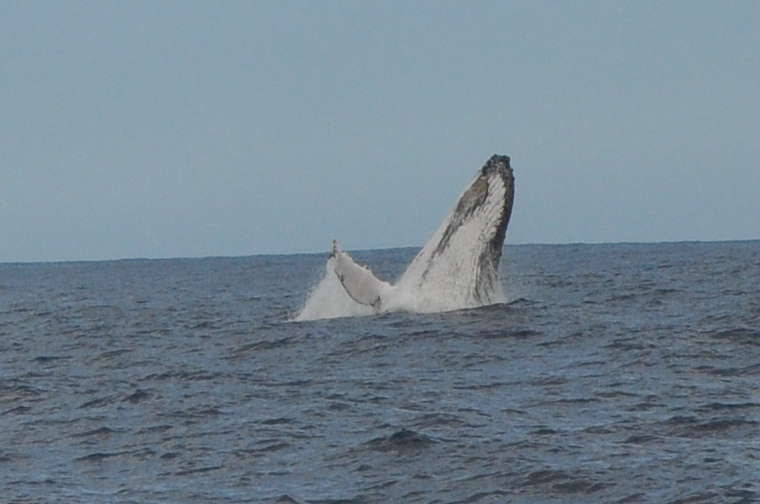
Baleine à bosse en plein saut

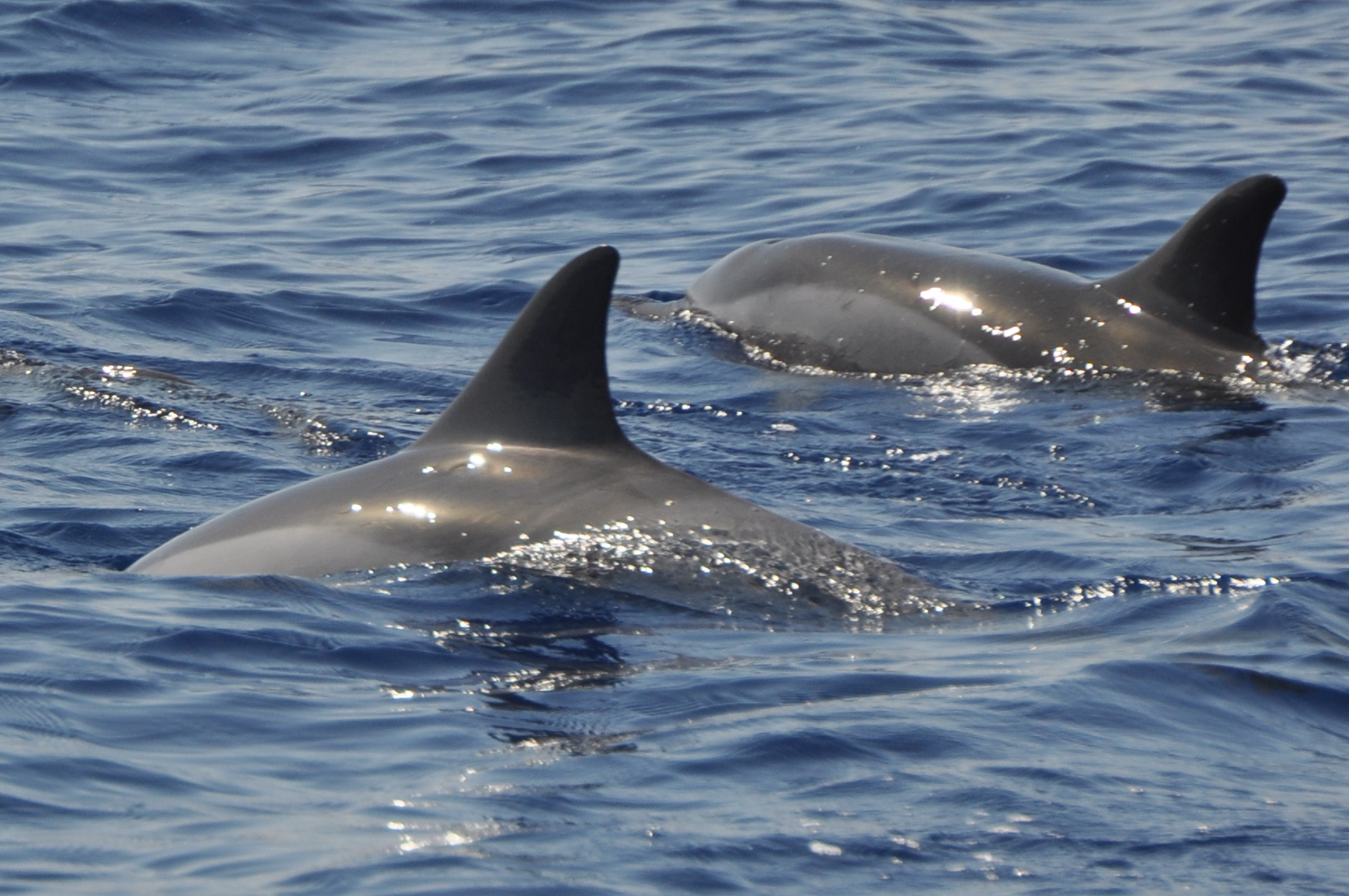
Dauphins Long Bec

Globice, de son nom complet Groupe local d'observation et d'identification des cétacés, est une association étudiant et protégeant les mammifères marins qui approchent de l'île de La Réunion, département d'outre-mer français dans l'océan Indien. Fondée en 2001, elle participe à la connaissance des espèces et à leur préservation alors que celles-ci font l'objet d'un intérêt touristique croissant. Son siège est installé à Saint-Pierre dans le quartier de Grands Bois. L'association est membre de l'UICN (Union Internationale de Conservation de la Nature) depuis 2006.

## Les cétacés de La Réunion
Vingt et une espèces de cétacés, sur les trente-trois présentes dans la zone, ont pu être observées à La Réunion.

### Les cétacés à dents ou odontocètes

#### Dauphins
Plusieurs espèces de dauphins sont présentes dans le lagon réunionnais. Les plus fréquemment observés sont le Grand Dauphin de l'Indo-Pacifique, le Grand Dauphin et le Dauphin à long bec. Mais sont présents également le Globicéphal (globicephala) et le dauphin tacheté pantropical. Le dauphin de Fraser, dont les groupes peuvent atteindre plusieurs centaines voire plusieurs milliers d'individus et le dauphin d'Electre sont observés exceptionnellement dans les eaux réunionnaises.

#### Cachalot
Le cachalot est présent au large de La Réunion.

### Les cétacés à fanons ou mysticètes
Les baleines à bosse arrive à La Réunion au début de l'hiver austral, c'est-à-dire au mois de juillet. Cette espèce migratrice, qui vit en Antarctique le reste de l'année, vient à La Réunion pour se reproduire et mettre bas. Depuis 2007, elles semblent venir en plus grand nombre chaque hiver. Certains individus adoptent des comportements très spectaculaires durant cette période (sauts, claquements de nageoires pectorales, joutes) et il n'est pas rare d'entendre les mâles chanter. Dès que les jeunes baleineaux sont assez gros, les baleines quittent le lagon réunionnais pour rejoindre les eaux froides de l'Antarctique. Les dernières baleines quittent La Réunion fin octobre-Début novembre.
Plus rarement on a pu observer la baleine franche, la baleine de Cuvier, la baleine à bec et le petit rorqual et le rorqual commun.

## Programmes et missions de l'association
Depuis 2006, une cétologue permet la valorisation des données recueillies en mer par des bénévoles. Depuis son arrivée, des programmes scientifiques rigoureux ont été mis en place.

### Inventaire des espèces présentes à La Réunion et étude CéTO (Cétacés Tortues Oiseaux)
En partenariat avec l'établissement Kélonia et le laboratoire Ecomar, Globice participe à l'inventaire de la biodiversité réunionnaise en collectant des données sur les oiseaux marins, les tortues marines et les cétacés de La Réunion.

### Suivi de la population de Grand Dauphin de l’Indo-pacifique (Tursiops aduncus)
Une population de Grand Dauphin de l'Indo-Pacifique est relativement sédentaire le long des côtes réunionnaises, en particulier autour de la baie de Saint-Paul (La Réunion). Un programme particulier permet le suivi de cette population. 92 individus ont été identifiés grâce à leur nageoire dorsale. En effet, celle-ci est différente pour chaque individu et porte souvent des marques distinctives. Depuis 2010, une étude génétique, menée en partenariat avec la Brigade de la nature de l'océan Indien (BNOI), permettra d'évaluer le degré de sédentarisation de cette population.

### Identification et suivi des Baleines à bosse (Megaptera novaeangliae)
Le suivi et l'identification des baleines à bosse se fait grâce à la photographie de la face interne de leur nageoire caudale, qui est en quelque sorte la carte d'identié de chaque individu. Depuis le début de cette étude, 350 nageoires caudales différentes ont été photographiées. Un catalogue de photos-identifications a été constitué qui permet des comparaisons inter-annuelles. Ainsi, 5 baleines ont été recapturées, c'est-à-dire revues à La Réunion une autre année. Ce catalogue permet également une comparaison inter-régionale avec d'autres catalogues constitués dans l'Océan Indien : Mégaptéra à Mayotte, Cétamada à Madagascar et le Muséum Mauritus Conservation Society (MMCS) à l'Île Maurice. Ces études devraient permettre de mieux comprendre leur comportement dans la zone afin d'agir sur leur protection.

### Mission cachalot dans la zone Réunion - Maurice
Cette étude doit permettre de mieux connaître le cachalot dans l'Océan Indien et plus particulièrement dans Les Mascareignes. Elle est menée en partenariat avec la Mauritius Marine Conservation Society (MMCS) de Île Maurice. La dernière mission a eu lieu au mois d'octobre 2010. Elle a recueilli des données visuelles et acoustiques grâce à l'enregistrement des vocalises. Elle a permis l'identification de 70 nageoires caudales.

## Réseau échouage
Globice coordonne le Réseau National Échouage qui s'occupe d'intervenir lorsque l'échouage d'un mammifère marin est signalé.

## Sensibilisation
En 2003 elle a ainsi mis en place une charte d'approche des baleines fréquentant les eaux réunionnaises pendant l'hiver austral. Cette charte a été révisée en 2009 et une campagne de sensibilisation a été effectuée auprès des professionnels de la mer, de plus en plus nombreux à venir observer les baleines. Cette démarche a mené au lancement en 2024 d'une application mobile destinée à l'observation des cétacés à La Réunion en effet , Balèn terla, permet de connaitre les meilleurs spots d’observation, d'indiquer en temps réel les observations des baleines, de consulter les informations sur les cétacés et d'échanger avec la communauté d’observateurs,.
L'association Globice s'est également donnée pour mission de sensibiliser le public aux mammifères marins de La Réunion. Elle organise des interventions en milieu scolaire, participe à de nombreuses manifestations publiques et effectue des campagnes de formation auprès des professionnels de la mer.
En 2022, Globice lance un fonds de dotation pour financer ses opérations.